# Alvin Wyckoff
Alvin Wyckoff (né le 3 juillet 1877 à New York et mort le 30 juillet 1957 à Los Angeles) est un directeur de la photographie et un acteur américain.
Il est particulièrement connu pour sa collaboration avec Cecil B. DeMille sur de nombreux films.

## Filmographie
- 1910 : Under the Stars and Stripes de Frank Beal
- 1914 : The Spoilers de Colin Campbell
- 1914 : Brewster's Millions d'Oscar Apfel et Cecil B. DeMille
- 1914 : L'Appel du Nord (The Call of the North) d'Oscar Apfel et Cecil B. DeMille
- 1914 : The Virginian de Cecil B. DeMille
- 1914 : What's His Name de Cecil B. DeMille
- 1914 : The Man from Home de Cecil B. DeMille
- 1914 : Rose of the Rancho de Cecil B. DeMille
- 1915 : La Fille du Far West (The Girl of the Golden West), de Cecil B. DeMille
- 1915 : The Warrens of Virginia de Cecil B. DeMille
- 1915 : The Unafraid de Cecil B. DeMille
- 1915 : The Captive de Cecil B. DeMille
- 1915 : Forfaiture (The Cheat), de Cecil B. DeMille
- 1915 : The Wild Goose Chase de Cecil B. DeMille
- 1915 : The Arab, de Cecil B. DeMille
- 1915 : Le Poing d'honneur (Chimmie Fadden) de Cecil B. DeMille
- 1915 : Kindling de Cecil B. DeMille
- 1915 : Carmen de Cecil B. DeMille
- 1915 : Chimmie Fadden Out West de Cecil B. DeMille
- 1915 : The Golden Chance de Cecil B. DeMille
- 1915 : Tentation (Temptation) de Cecil B. DeMille
- 1916 : La Piste du pin solitaire (The Trail of the Lonesome Pine) de Cecil B. DeMille
- 1916 : Le Cœur de Nora Flynn (The Heart of Nora Flynn) de Cecil B. DeMille
- 1916 : Maria Rosa de Cecil B. DeMille
- 1916 : The Dream Girl de Cecil B. DeMille
- 1917 : Jeanne d'Arc (Joan the Woman) de Cecil B. DeMille
- 1917 : La Bête enchaînée (A Romance of the Redwoods) de Cecil B. DeMille
- 1917 : La Petite Américaine (The Little American) de Cecil B. DeMille et Joseph Levering
- 1917 : Les Conquérants (The Woman God Forgot) de Cecil B. DeMille
- 1917 : The Devil-Stone de Cecil B. DeMille
- 1918 : Le Rachat suprême (The Whispering Chorus) de Cecil B. DeMille
- 1918 : La Proie pour l'ombre (Old Wives for New) de Cecil B. DeMille
- 1918 : L'Illusion du bonheur (We Can't Have Everything) de Cecil B. DeMille
- 1918 : Till I Come Back to You de Cecil B. DeMille
- 1918 : Le Mari de l'indienne (The Squaw Man) de Cecil B. DeMille
- 1919 : Après la pluie, le beau temps (Don't Change Your Husband) de Cecil B. DeMille
- 1919 : Pour le meilleur et pour le pire (For Better, for Worse) de Cecil B. DeMille
- 1919 : L'Admirable Crichton (Male and Female) de Cecil B. DeMille
- 1920 : L'Échange (Why Change Your Wife?) de Cecil B. DeMille
- 1920 : L'amour a-t-il un maître ? (Something to Think About) de Cecil B. DeMille
- 1921 : Le Fruit défendu (Forbidden Fruit) de Cecil B. DeMille
- 1921 : Le cœur nous trompe (The Affairs of Anatol) de Cecil B. DeMille
- 1921 : Le Paradis d'un fou (Fool's Paradise) de Cecil B. DeMille
- 1922 : Le Détour (Saturday Night) de Cecil B. DeMille
- 1922 : Arènes sanglantes (Blood and Sand) de Fred Niblo
- 1922 : Le Réquisitoire (Manslaughter) de Cecil B. DeMille
- 1922 : The Man Who Saw Tomorrow d'Alfred E. Green
- 1923 : Les Étrangers de la nuit (Strangers of the Night) de Fred Niblo
- 1923 : La Rançon d'un trône (Adam's Rib) de Cecil B. DeMille
- 1923 : Le Vertige du plaisir (Pleasure Mad) de Reginald Barker
- 1924 : When a Girl Loves
- 1924 : Men
- 1924 : Lily of the Dust
- 1924 : The Border Legion
- 1925 : The Swan
- 1925 : Un baiser dans la nuit (A Kiss in the Dark) de Frank Tuttle
- 1925 : Old Home Week
- 1925 : Champion 13 (The Lucky Devil)
- 1925 : The Man Who Found Himself
- 1925 : Irish Luck (en)
- 1926 : The New Klondike
- 1926 : Un conte d'apothicaire (It's the Old Army Game) de A. Edward Sutherland
- 1926 : Les Dieux de bronze (Tin Gods)
- 1926 : The Canadian
- 1927 : Blind Alleys
- 1927 : Spider Webs
- 1928 : His Destiny
- 1930 : Night Ride
- 1930 : La Tourmente (The Storm)
- 1932 : Si j'avais un million (If I had a Million), film à sketches de James Cruze & al. (segment Road Hogs)
- 1933 : Wine, Women and Song
- 1933 : Fighting with Kit Carson
- 1934 : The Lost Jungle
- 1934 : The Lost Jungle
- 1934 : White Heat
- 1935 : El primo Basilio
- 1936 : María Elena
- 1937 : A Street of Memory (court-métrage) (documentaire) de William L. Prager
- 1942 : L'Alphabet de la santé (The Magic Alphabet) (court-métrage) de Jacques Tourneur
- 1943 : Tips on Trips (court-métrage) de Will Jason
- 1943 : No News Is Good News (court-métrage) de Will Jason
- 1945 : A Message to Women (court-métrage) de Richard C. Kahn

## Comme acteur
- 1911 : Lieutenant Grey of the Confederacy de Francis Boggs
- 1912 : Monte Cristo de Colin Campbell